# Napoleonka
La napoleonka, anche conosciuta come kremówka o kremówka papieska, è una torta tradizionale della Polonia composta da due strati di pasta sfoglia cosparsi di zucchero a velo riempiti di crema al burro, panna, vaniglia e crema pasticcera. Può anche essere guarnita con altra crema sulla copertura, ricoperto di glassa e/o insaporita con bevande alcoliche. 

## Storia
A volte il dolce viene definito kremówka papieska in riferimento a papa Giovanni Paolo II che pare fosse ghiotto del dolce. Secondo alcune fonti, il pontefice avrebbe infatti partecipato a una scommessa con alcuni amici, senza però vincere, ingerendo diciotto napoleonka.